# Свято Матері Божої Ягідної
Свято Матері Божої Ягідної, Свято Богоматері Ягідної — давнє польське літургійне свято, яке традиційно відзначається в Польщі 2 липня. Свято виникло в сільській місцевості Польщі в результаті поєднання католицького святкування Відвідання Пресвятої Діви Марії з дохристиянським святом родючості.
Народні перекази розповідали, що вагітна Марія сама йшла через ліси та пустирі назустріч своїй родичці Єлизаветі. По дорозі вона збирала тільки ягоди для їжі. Тому, щоб не позбавити Богоматір харчів, 2 липня заборонялося їсти лісові плоди. Так народилася Богоматір Ягідна, захисниця матерів і вагітних жінок, особливо тих, які важко виношували вагітність або нещодавно втратили дитину. Цього дня традиція забороняла збирати чорницю, суницю, черешню, малину, агрус, смородину та інші лісові плоди. Жінки вірили, що якщо до 2 липня не будуть їх збирати та не їсти й віддадуться в молитві Божій Матері Ягідної, то за її молитвами погана прикмета відійде від них і вони зможуть народити здорове та міцне потомство, стійке до хвороб і чар, і вони зможуть насолоджуватися щасливим материнством.
Обидва свята відзначалися одночасно протягом сотень років, аж до 1969 року, аж до літургійної реформи Павла VI, коли Папа Римський переніс святкування Відвідини Пресвятої Діви Марії на 31 травня, а Богоматір Ягідна залишилася на традиційному місці в календарі, 2 липня.